# Rue Borda
Rue Borda je ulice v Paříži v historické čtvrti Marais. Nachází se ve 3. obvodu. Jean-Charles de Borda, po kterém nese ulice svůj název, byl francouzský matematik, fyzik a politolog.

## Poloha
Ulice vede od křižovatky s Rue Volta a končí na křižovatce s Rue Montgolfier.

## Historie
Ulice se rozkládá na pozemcích bývalého kláštera Saint-Martin-des-Champs. Byla otevřena a nese svůj název od roku 1817 v rámci rozvoje tržnice Saint-Martin, stejně jako ulice Rue Ferdinand-Berthoud (už neexistující), Rue Conté, Rue Montgolfier a Rue Vaucanson.